# Ventarrones
Ventarrones es un caserío peruano ubicado en el distrito de Ignacio Escudero, perteneciente a la provincia de Sullana del departamento de Piura, al norte del Perú. 

## Ubicación
Ventarrones se ubica al oeste de la provincia de Sullana, en el distrito de Ignacio Escudero, en el departamento de Piura. 

## Demografía
En 2017 Ventarrones tenía una población de 2582 habitantes.
| Gráfica de evolución demográfica de Ventarrones entre 1993 y 2017 |
|                                                                   |
| Fuentes: Población 1993 y 2017                                    |